# Vollständiges Maß
Ein vollständiges Maß sowie ein vollständiger Maßraum sind Begriffe aus der Maßtheorie, einem Teilgebiet der Mathematik, das sich mit der Verallgemeinerung von Volumenbegriffen beschäftigt. Ein Maßraum ist vollständig, wenn er alle Teilmengen seiner Nullmengen enthält. Das zum Maßraum zugehörige Maß heißt dann vollständig.

## Definition
Ein  Maßraum {\displaystyle (\Omega ,{\mathcal {A}},\mu )} heißt vollständig, wenn 
{\displaystyle N\in {\mathcal {A}},\quad \mu (N)=0,\quad E\subset N\quad \Longrightarrow E\in {\mathcal {A}}}.
Ist der Maßraum vollständig, so nennt man auch das Maß {\displaystyle \mu } vollständig.

## Vervollständigung von Maßräumen
Sei {\displaystyle (\Omega ,{\mathcal {A}},\mu )} ein Maßraum und 
{\displaystyle {\tilde {\mathcal {A}}}:=\{A:A_{1}\subset A\subset A_{2}{\text{ wobei }}A_{1},A_{2}\in {\mathcal {A}}{\text{ und }}\mu (A_{2}\backslash A_{1})=0\}}
und ein eindeutiges Maß {\displaystyle {\tilde {\mu }}:{\tilde {\mathcal {A}}}\to [0,\infty ]}, sodass 
{\displaystyle {\tilde {\mu }}\vert _{\mathcal {A}}=\mu }.
Das Tripel {\displaystyle (\Omega ,{\tilde {\mathcal {A}}},{\tilde {\mu }})} ist ein vollständiger Maßraum. Er heißt die Vervollständigung von {\displaystyle (\Omega ,{\mathcal {A}},\mu )}.
Äquivalente Definitionen von {\displaystyle {\tilde {\mathcal {A}}}} sind 
{\displaystyle \{A\cup N:A\in {\mathcal {A}},{\text{ und }}N\subset B\in {\mathcal {A}}{\text{ für ein }}B{\text{ sodass }}\mu (B)=0\}=\{A\triangle N:A\in {\mathcal {A}},{\text{ und }}N\subset B\in {\mathcal {A}}{\text{ für ein }}B{\text{ sodass }}\mu (B)=0\}}.

## Beispiele
Ist ein äußeres Maß {\displaystyle \nu } gegeben und ist {\displaystyle {\mathcal {A}}_{\nu }} die σ-Algebra der {\displaystyle \nu }-messbaren Mengen sowie {\displaystyle \mu :=\nu |_{{\mathcal {A}}_{\nu }}} das zugehörige Maß, so ist der Maßraum {\displaystyle (\Omega ,{\mathcal {A}}_{\nu },\mu )} vollständig. Dies folgt schon aus der Definition der {\displaystyle \nu }-Messbarkeit, da wenn {\displaystyle B\subset A\in {\mathcal {A}}_{\nu }} ist mit {\displaystyle \nu (A)=0}, so folgt aus den Eigenschaften des äußeren Maßes {\displaystyle \nu (B)=0} und daher {\displaystyle B\in {\mathcal {A}}_{\nu }}.
Ein bekanntes Beispiel für eine Vervollständigung ist die Vervollständigung des Lebesgue-Borel-Maßes zum Lebesgue-Maß. Diese Vervollständigung erklärt auch, warum die Menge der Lebesgue-messbaren Mengen größer ist als die der Borel-messbaren Mengen.
Ein Beispiel für einen Maßraum {\displaystyle (\Omega ,{\mathcal {A}},\mu )}, der nicht vollständig ist, ist durch {\displaystyle \Omega =[0,1]}, {\displaystyle {\mathcal {A}}=\{[0,1),\{1\},\emptyset ,\Omega \}} und {\displaystyle \mu =\delta _{1}} mit dem Dirac-Maß in {\displaystyle 1} gegeben. Für {\displaystyle A=[0,1)} gilt {\displaystyle \mu (A)=0} und für jede echte Teilmenge {\displaystyle B} von {\displaystyle A} gilt {\displaystyle B\notin {\mathcal {A}}}. Zugleich ist dies ein Beispiel für einen Wahrscheinlichkeitsraum, der nicht vollständig ist.